# Bukowa (obwód lwowski)
Bukowa (ukr. Букова) – wieś w rejonie samborskim (wcześniej w rejonie starosamborskim) obwodu lwowskiego Ukrainy. Miejscowość liczy około 767 mieszkańców. Podlega lutowiskiej silskiej radzie.
Wieś szlachecka, własność Herburtów, położona była w 1589 roku w ziemi przemyskiej województwa ruskiego. 
Odziedziczona w 1462 przez Jana, syna Mikołaja (Miklasza) Herburta i Elżbiety.
W 1921 liczyła około 943 mieszkańców. Znajdowała się w powiecie samborskim.

## Ważniejsze obiekty
- Cerkiew greckokatolicka z 1568
- Klasztor bazylianów